# Razac-de-Saussignac
Razac-de-Saussignac ist eine französische Gemeinde mit 339 Einwohnern (Stand 1. Januar 2022) im Département Dordogne in der Region Nouvelle-Aquitaine (vor 2016: Aquitanien). Sie gehört zum Arrondissement Bergerac und zum Kanton Sud-Bergeracois.
Der Name in der okzitanischen Sprache lautet Rasac de Saussinhac, der sich von einem Landgut ableitet, das in gallorömischer Zeit einem „Rhetius“ gehörte.
Die Einwohner werden Razacois und Razacoises genannt.

## Geographie
Razac-de-Saussignac liegt ca. 20 Kilometer südwestlich und im Einzugsbereich (Aire urbaine) von Bergerac im Gebiet Bergeracois der historischen Provinz Périgord an der südwestlichen Grenze zum benachbarten Département Gironde.
Umgeben wird Razac-de-Saussignac von den Nachbargemeinden:
| Saint-Philippe-du-Seignal (Gironde) | Saint-Avit-Saint-Nazaire (Gironde)          | Gardonne   |
|                                     | Kompassrose, die auf Nachbargemeinden zeigt | Saussignac |
| Ligueux (Gironde)                   | Monestier                                   |            |

Razac-de-Saussignac liegt in dem Einzugsgebiet des Flusses Dordogne.
Der Seignal, einer seiner linken Nebenflüsse, bildet die natürliche Grenze zu den westlichen Nachbargemeinden des Départements Gironde. Der Ruisseau de Fonlade ist ein Nebenfluss des Seignal und entspringt in Razac-de-Saussignac.
Der Ruisseau des Gouttes, am Oberlauf auch Marmant genannt, ist ein Zufluss des Moiron und durchquert das Gebiet der Gemeinde.

## Geschichte
An der Stelle des heutigen Zentrums befand sich in gallorömischer Zeit eine ansehnliche Villa, die vermutlich im achten Jahrhundert von Sarrazenen zerstört wurde. Vom achten Jahrhundert bis zum Ende des Ancien Régime war Razac von Saussignac lehnsabhängig. Während der Französischen Revolution wurden die beiden Pfarrgemeinden aufgelöst, um eine Gemeinde mit dem Sitz in Saussignac zu bilden. Aufgrund des Konkordats von 1801 wurden die Gottesdienste in den beiden Pfarrgemeinden wieder eingeführt. Der Kaplan von Saussignac hat hierbei bis zum Ende der Restauration die Messen in Razac geleitet. Die Gemeinde Razac wurde 1836 von Saussignac unabhängig. Der Pfarrer von Saussignac blieb aber bis 1845 Pfarrverweser in Razac.

### Toponymie
Toponyme und Erwähnungen von Razac-de-Saussignac waren:
- Eccl. de Rezaco (1555, Lehen des Bistums Sarlat),
- Razat (1750, Karte von Cassini),
- Razac (1793, Notice Communale),
- Razac-de-Saussignac (1836).[5][6][7]

### Einwohnerentwicklung
Bei der Gründung der Gemeinde erreichte die Einwohnerzahl einen Höchststand von 670. In der Folgezeit sank die Größe der Gemeinde bei kurzen Erholungsphasen bis zu den 1980er Jahren auf rund 275 Einwohner, bevor eine Wachstumsphase einsetzte, die in jüngster Zeit stagnierte.
| Jahr      | 1962 | 1968 | 1975 | 1982 | 1990 | 1999 | 2006 | 2010 | 2022 |
| --------- | ---- | ---- | ---- | ---- | ---- | ---- | ---- | ---- | ---- |
| Einwohner | 327  | 310  | 282  | 274  | 308  | 332  | 365  | 352  | 339  |

## Sehenswürdigkeiten

### PfarrkircheSaint-Barthélemy
Sie wurde im Jahre 1860 neu gebaut, hat aber ihre Fundamente aus dem 11. Jahrhundert und ihre romanische Form behalten. Ihre Besonderheit ist die halbrunde Apsis mit zwei flankierenden Apsidiolen.

### Schloss Bellevue
Auf dem früheren Lehen der Grands Négrauds wurde gegen 1630 das Schloss neu errichtet. Das Anwesen, auch Herrenhaus Artudière genannt, war direkt dem französischen König unterstellt und bestand aus mehreren Gebäuden. Das Haupthaus mit rechteckigem Grundriss wird von zwei viereckigen Pavillons eingerahmt. Verschiedene Anlagen haben den Landsitz vergrößert. Hinter dem Haupthaus wurden Nebengebäude errichtet, die einen Hof bilden. Die Besitzerfamilien des Schlosses waren nacheinander die Papus, Brugières, Maillard-Dascols, anschließend die Lambert de Thénac. Das Schloss befindet sich heute in Privatbesitz und kann nicht besichtigt werden.

### Schloss Chabrier
Es wurde 1640 auf den Ruinen einer früheren Burg errichtet, die 1345 im Hundertjährigen Krieg von Truppen des Henry of Grosmont, 1. Duke of Lancaster, Earl of Derby, beim Angriff auf das benachbarte Schloss Fayolle zerstört worden war. Das Schloss besteht aus einem zentralen Wohntrakt, an dem sich zwei Seitenflügel anschließen. Die Besonderheit des Schlosses sind seine Weinkeller, die teilweise in den Felsen gehauen sind. Das Schloss setzt heute seinen bedeutenden Betrieb als Weingut fort.

## Wirtschaft und Infrastruktur
Der Weinbau ist der wichtigste Wirtschaftsfaktor der Gemeinde.
Razac-de-Saussignac liegt in den Zonen AOC des Bergerac mit den Appellationen Bergerac (blanc, rosé, rouge), Côtes de Bergerac (blanc, rouge) und des Saussignac, einem Dessertwein.

### Sport und Freizeit
- Der Fernwanderweg GR 654 von Namur in Belgien über Vézelay nach Saint-Jean-Pied-de-Port führt gemeinsam mit dem GR 6 durch das Zentrum von Razac-de-Saussignac. Er folgt der Via Lemovicensis, einem der vier Jakobswege in Frankreich.[15]

- Der Fernwanderweg GR 6 von Sainte-Foy-la-Grande (Département Gironde) nach Saint-Paul-sur-Ubaye (Département Alpes-de-Haute-Provence) führt auch am Zentrum von Razac-de-Saussignac vorbei.[16]

### Verkehr
Die Route départementale 4 durchquert das Gebiet der Gemeinde von Nord nach Süd und verbindet Razac-de-Saussignac im Norden mit der Nachbargemeinde Gardonne auf der Verkehrsachse Bergerac–Bordeaux und im Süden mit der Nachbargemeinde Monestier.
Die Route départementale 14 durchquert das Gebiet der Gemeinde von West nach Ost und verbindet Razac-de-Saussignac im Westen mit der Nachbargemeinde Saint-Philippe-du-Seignal und im Osten mit Saussignac.